# Вильянова, Маноло
Мануэль Хосе Вильянова Ребольяр (исп. Manuel José Villanova Rebollar; род. 27 августа 1942, Сарагоса) — испанский футболист, игравший на позиции вратаря. После завершения карьеры игрока работал футбольным тренером.

## Карьера игрока
Первым профессиональным клубом в карьере родившегося в арагонской столице Сарагосе Маноло Вильяновы стала команда Сегунды «Мальорка», к которой он присоединился в 1966 году. После одного сезона в ней Вильянова перешёл в клуб Примеры «Реал Бетис», вылетевший по итогам последовавшего чемпионата.
Вильянова продолжил играть за андалусийцев в течение следующих трёх лет. В 1971 году он перешёл в «Реал Сарагосу» из своего родного города, с которой спустя год вернулся в Примеру. Он играл роль резервного голкипера в команде и в 1975 году, в возрасте 32 лет, завершил карьеру игрока.

## Тренерская карьера
После завершения карьеры футболиста Вильянова сразу же начал тренерскую деятельность, работая с резервной командой «Реал Сарагосы». В мае 1979 он сменил Вуядина Бошкова на посту главного тренера «Реал Сарагосы».
Вильянова был уволен в марте 1981 года после ряда неудовлетворительных результатов. В июне того же года он был назначен главным тренером «Саламанки», сумев вернуть её в Примеру с первой же попытки.
Вильянова возглавлял Чаррос до 1984 года, когда «Саламанка» по итогам чемпионата не вылетела в Сегунду. Бывший вратарь же перешёл на работу в команду Сегунды «Мальорка», которая финишировала под его началом седьмой в лиге.
В октябре 1985 года Вильянова вернулся в Примеру, сменив на посту главного тренера «Эркулеса» уволенного Антонио Торреса. Он не смог спасти клуб от вылета в Сегунду и впоследствии покинул его.
В декабре 1987 года Вильянова вновь возглавил «Реал Сарагосу», оставив её на пятом месте в турнирной таблице Примеры перед своей отставкой. К тренерской карьере Вильянова вернулся лишь в 1991 году, став у руля «Уэски».
В 1996 году, после четырёх сезонов во главе «Рекреативо», Вильянова стал работать с резервной командой «Реал Сарагосы», а в 2003 году перешёл в совет клуба.
В июле 2006 года Маноло Вильянова вновь возглавил «Уэску». 3 марта 2008 он в третий раз был назначен главным тренером «Реал Сарагосы», когда над ней нависла серьёзная угроза вылета из Примеры.
После того как Вильянова не сумел спасти свой клуб от понижения в классе, он в очередной раз возглавил его резервную команду. В июне 2009 года он был освобождён от своих обязанностей.
14 октября 2013 года Вильянова стал главным тренером «Сариньены», выступавшей тогда в Сегунде B. Команда по итогам сезона 2013/14 заняла последнее место в своей группе и вылетела в Терсеру, а Вильянова покинул свой пост.

## Семья
Младший брат Антонио Вильянова (род. 1945) тоже играл на позиции вратаря и работал тренером.